# Otogi Manga Calendar
Otogi Manga Calendar (jap. おとぎマンガカレンダー, Otogi Manga Karendā) ist eine Animeserie von Otogi Productions. Es war die erste Animeserie, die im japanischen Fernsehen gezeigt wurde, jedoch waren die Folgen nur wenige Minuten lang. Die erste Serie mit 25 Minuten langen Folgen war Astro Boy von 1963.

## Inhalt
Der Anime zeigt in den kurzen Folgen historische Ereignisse, die sich an dem jeweiligen Datum ereignet haben. Dabei wird das Ereignis mittels einer Figur erklärt, die dieses zuvor auch noch nicht kannte und gerade davon erfährt. Dabei bestehen die Folgen nicht nur aus animierten Szenen, sondern es werden auch historische Fotografien oder Filmaufnahmen gezeigt.

## Produktion und Veröffentlichung
Die Serie wurde von Otogi Productions unter der Regie und nach dem Drehbuch von Yokoyama Ryūichi, Shin’ichi Suzuki und Michihiro Matsuya produziert. Die künstlerische Leitung hatte Hiroshi Saitō inne. Die historischen Aufnahmen stammen oft aus dem Archiv der Zeitung Mainichi Shimbun. Der Sender TBS war an der Produktion beteiligt und strahlte die Serie auch aus.
Zur Ausstrahlung finden sich widersprüchliche Angaben. Die erste Staffel lief am 1. Mai 1961 unter dem Titel Instant History (インスタントヒストリー, Insutanto Hisutorī) an und lief bis zum 24. Februar 1962 auf dem Sender Fuji TV (CX). Die zweite Staffel, bei der ein Namenswechsel zu Otogi Manga Calendar erfolgte, startete am 25. Juni 1962 und lief bis zum 4. Juli 1964 oder dem 25. Juni 1964 auf TBS. Eine Wiederholung der Folgen wurde vom 1. Juli 1964 bis zum 30. Juni 1966 auf MBS übertragen.
Je nach Quelle wurden 312 oder 54 Folgen zu je drei, fünf oder 25 Minuten produziert. Ältere Programmpläne legen dabei nahe, dass die ersten Folgen von Instant History eine Länge von drei Minuten und später fünf Minuten, wie die von Otogi Manga Calendar, hatten. Dabei wird aber auch vermutet, dass es sich bei den Staffeln um exakt dasselbe gehandelt haben könnte.
Die Serie diente als Vorbild für weitere die als „Instant-History-artige Anime“ (インスタントヒストリー系アニメ, Insutanto Hisutorī-kei Anime) bezeichnet werden und bis zum 30. Dezember 1984 auf MBS liefen. Zu diesen gehören:
- Instant History (インスタントヒストリー)
- Otogi Manga Calendar (おとぎマンガカレンダー)
- Kirin Monoshiri Daigaku: Ashita no Calendar (キリンものしり大学・明日のカレンダー, 1. Juli 1966 bis 2. August 1970)
- Kirin Monoshiri Daigaku: Manga Jinbutsushi (キリンものしり大学・マンガ人物史, 3. August 1970 bis 30. September 1971)
- Sekai Monoshiri Ryokō (世界ものしり旅行, 1. Oktober 1971 bis 31. Dezember 1974)
- Kirin no Monoshiri Yakata (キリンのものしり館, 1. Januar 1975 bis 31. Dezember 1979)
- Kirin Ashita no Calendar (キリンあしたのカレンダー, 1. Januar 1980 bis 30. Dezember 1984)